# Domícia Lépida, a Jovem
Domícia Lépida (em latim: Domicia Lepida Minor), dita a Jovem, foi uma filha de Lúcio Domício, o avô do imperador Nero, e sua esposa Antônia, filha de Marco Antônio.

## Família
Sua mãe, segundo Tácito, era Antônia, a Jovem, sobrinha-neta de Augusto, e seu irmão era Cneu Domício, que foi casado com Agripina.
Outros historiadores supõem que sua mãe fosse Antônia, a Velha, outra filha de Marco Antônio.

## Mãe de Messalina
De acordo com o livro Penny cyclopaedia of the Society for the Diffusion of Useful Knowledge, Messalina era filha de Domícia Lépida, filha de Antônia, a Velha e Lúcio Domício.
Segundo os jesuítas François Catrou e Rouillé, Messalina era filha de Marco Valério Messala Barbato, filho de Marco Barbato, que foi questor no exército de Marco Antônio e cônsul em 741 A.U.C..

## Morte
Ela foi destruída por Agripina, no ano do consulado de Marco Asínio e Mânio Acílio, porque Lépida, por sua família nobre, se achava tão importante quanto a imperatriz; as duas disputavam quem teria mais influência sobre Nero, se a mãe (Agripina) ou a tia-avó (Lépida). Agripina acusou Lépida de praticar a magia contra a vida dela, a esposa do imperador Cláudio, e, apesar da oposição de Narciso, Lépida foi condenada à morte.